# 華航集團勞資爭議歷史
華航集團勞資爭議歷史，是中華航空公司及其子公司發生的一連串勞資爭議事件。

## 2005年勞資爭議
2005年11月4日，在歷經84次勞資協商均無共識後，約1000多名集體休假之華航員工包圍華航總部大樓抗爭，這也是台灣有史以來第一次空服員走上街頭。

當日中午與資方達成共識，因而緊急取消抗爭行動，但由於取消太過急促，仍有數百人依原定行程到場。

### 原因及訴求
1. 要求資方(航發會)撤回投資台灣高鐵45億元一案。
2. 反對無限超時工作，要求訂定工時上限(原先工時為14小時，資方更認定一日工時上限應為24小時，等同無上限)
3. 資方積欠空服員加班費達上千萬元（已連署請律師控告華航）
4. 要求資方持續簽訂團體協約。(原團體協約已於10月14日到期，資方不願續簽)
5. 要求資方納入員工保障條款，若經營權轉手時可確保員工權益。
6. 反對資方持續減員政策造成人力短缺愈加嚴重[3]。

### 結果
1. 資方同意保障空服員工時上限，並納入團體協約中，從松山機場出發正常工時上限為12小時，中正機場出發正常工時為10小時。
2. 若未來經營權發生移轉時，員工工作權部分也納入團體協約。
3. 要求航發會撤回投資案部份改採司法途徑處理
4. 勞方暫停抗爭行動，但若後續未達成承諾，不排除發動更大規模抗爭。

## 2011年~2013年勞資爭議
- 華夏公司長期違反使用定期契約工爭議[4]。
- 華信航空工會為爭取合理之年終獎金，包圍華航總部遊行抗議。
- 台灣航勤公司(華航持股54％)工會理事長等4人，為爭取年終獎金遭解雇，甚至導致被解雇的會員代表太太自殺身亡。
- 曾發起爭取合理工時、拒絕紅眼航班的華航工會第三分會常務幹事卓棕偉雖遭到華航公司解雇，然卓棕偉真正被解雇原因，為執勤飛航任務至外站時吸食大麻，嚴重違反公司規定，詳情請見相關新聞報導。

## 2014年控訴紅眼航班
2014年9月2日，華航工會第三分會與桃園縣產業總工會前往桃園縣政府，抗議紅眼航班及人力短缺造成的種種勞動條件低落問題。

### 原因及訴求
1. 抗議資方在兩岸直航後大量加開夜間班機，加上人力短缺，造成空服員疲勞工作，除影響空服員身體健康外，更影響服務品質及飛行安全。
2. 抗議不合理的排班方式、待命休假制度，加上人力短缺，造成空服員工時過長或缺乏休息時間，並呼籲勞動部應檢討《勞基法》責任制相關規定之適用方式。
3. 抗議先前工會雖於內部發起抗議吊牌行動，將「紅眼班、抗議中」的吊牌掛在行李箱，卻遭資方剪掉，還把空服員的抽屜打開，竊取空服員的抗議吊牌，也有工會幹部、助理遭約談，認為資方已違反工會法相關規定，企圖打壓工會。隨後並前往地檢署控告華航減吊牌行為涉及毀損罪[6]。
4. 要求華航補足人力、降低「紅眼航班」數量、保證一季休假廿四天[7]。

### 公視有話好說事件
9月2日晚上，公共電視台「有話好說」節目，邀請已遭到華航解雇，仍在跟華航打確認僱傭關係訴訟的華航第三分會幹部卓棕偉上節目，但在節目播出後，公視卻接到華航發函，認為卓棕偉已遭解雇而不具工會幹部身份，上節目影響華航企業形象，要求公視道歉，否則將採取法律行動。
對此公視回應，當時已向華航工會第三分會查證卓棕偉幹部身分，在回函中亦將不會有道歉的字眼。

## 2015年抗議年終過低
中華航空公司及子公司之員工及相關工會約千人，在2015年1月21日晚上，因認為資方發放年終獎金過低、加上超時工作等其他問題，而前往華航總公司舉行「憐荒尾牙餐會」的抗議事件。
抗議員工認為，2014年華航公司營收約1498億，創下歷史新高，但華航公司今年度缺額派遣狀況嚴重，壓縮機師及空服員的休息時間、超時工作。且在年終獎金協商時，資方宣稱獲利不如預期，只發給激勵獎金2萬元，另由職福會加發1.5萬及1萬元的年節獎金，共計4.5萬元，較往年還少25～36％。
華航則澄清春節獎金加上激勵獎金就高達2、3個月薪水，年初也調薪2.5%，應該是計算方式不同導致落差，並認為年終獎金金額已經是勞資協商後的結果。

### 後續
1月26日，華航對媒體表示，當天參加抗議的員工，以激進方式參與活動，不符合空勤組員專業要求，要求抗議員工回公司上課，加強專業訓練。而至少4名在抗議活動中露面的華航工會第三分會成員，也在同日接到停飛通知，並轉調地勤單位。
此一消息傳開後，華航工會第三分會至總公司華航多次抗議，並發起佩戴黃絲帶聲援的活動，華航卻發出內部公告，要求員工不得配戴黃絲帶。
網友成立粉絲團，發動拒搭華航活動，香港國泰、港龍、英航，以及怡中航空工會亦跨海聲援，勞動部也介入調查。在種種內外壓力下，華航態度終於軟化，遭停飛的機組員於2月3日起復飛。2月4日，學生及網友前往桃機發放黃絲帶聲援。

## 2015年華潔洗滌罷工事件

### 訴求及原因
1. 工會認為華潔勞工底薪平均僅18,600元，新進員工底薪約17,500元，薪資過低，需靠超時加班才得已養家餬口，要求員工底薪增加一萬元

1. 要求資方承諾停止使用派遣外包人力
2. 外包業務需經過工會同意
3. 永久減免外勞膳宿費

### 經過
2015年5月15日，工會至華航總公司抗議，29日又赴行政院抗議。由於勞資協商一直未能達成共識，5月31日晚上，華潔洗滌工會進行投票，以58票贊成17票反對，通過自6月1日起展開無限期罷工。

### 結果
6月1日下午，工會再次與資方召開協商，達成以下共識並自6月起實施，而後結束罷工，包括：
1. 無論工會會員、非會員底薪一律加4000元、交通津貼1000元，工會會員獨享兩節獎金 (端午節、中秋節各3000元)
2. 資方承諾往後不再進用派遣工
3. 資方承諾業務外包需先與工會協商
4. 外勞膳宿費2500元，往後由公司負擔。

其中工會會員獨享兩節獎金的「反搭便車條款」，是由於工會認為，若公司一視同仁加薪，會讓沒有參與抗爭的工人也能搭便車，將來若又發生受到剝削的情況，恐怕大家都抱著僥倖心態，沒有人願意站出來，因而設置此條件。

## 2015年華航機師罷工投票
2015年4月26日，以華航機師為主的桃園機師工會，通過罷工投票，670位會員中有596名投票贊成罷工、2名廢票，而後因勞資協商結果，而並未實際罷工。

## 華航修護工會相關勞資爭議
2015年11月，桃園市空服員職業工會與華航維修工廠企業工會（以下簡稱修護工會）共同宣佈成立。
2016年5月11日，修護工會遭勞動部撤照。
6月，修護工會與空服員工會共同參與531大遊行後，3位主要幹部中的劉惠宗及朱梅雪兩人遭公司解僱，理由為「散佈不實圖片、文字，嚴重破壞勞資關係」。

## 2016年華航空服員罷工事件及531大遊行
2016年5月，因華航要求員工簽署責任制契約、6月起更改員工報到地點，以及累積已久的機師休假等原因，雙方爆發勞資爭議，並在勞資爭議調解破裂後，順利通過罷工投票，於6月24日起開始罷工。
5月31日，桃園市空服員職業工會，聯合不滿機師休假制度的桃園機師職業工會，和要求改善維修員工作環境的中華航空修護工廠企業工會，發動大規模抗爭遊行。
2016年6月23日，桃園市空服員職業工會宣布所屬中華航空的空中服務員自6月24日凌晨0時起發動罷工行動，不再供應勞務。
2016年10月14日，桃園市空服員職業工會聚集400名會員，在華航台北分公司前抗議，控訴華航非理性破壞勞資關係，對6月24日簽署的團體協約大玩文字遊戲，片面違約跳票，完全是沒有誠信的行為。現場對華航台北分公司丟躑雞蛋，也與維持秩序的警方發生爭執。

## 2017年懲處工會幹部爭議
2017年6月23日，因2016空服員罷工事件滿一週年，多個運輸工會發起「交通運輸業工時大體檢」行動。12月，華航人評會因華航企業工會幹部林馨怡、張書元、朱良駿等3人參與該活動時言行「破壞勞資關係為由」為由，建議應予以解職或調職，此舉引發桃園市空服員職業工會、中華航空企業工會抗議，對此，勞動部認為華航此行為已違法將開罰，但仍遭多名立委質疑現行制度是否能有效遏阻類似行為。

## 2018-2019年機師罷工
2018年8月7日，桃園市機師職業工會舉行罷工投票結果，分屬長榮航空及中華航空的機師均取得合法罷工權。後雙方均與資方展開協商，暫緩罷工。
2019年2月8日，桃園市機師職業工會華航分會宣佈自凌晨6時起罷工。
2019年2月10日，中華航空地勤不滿機師罷工，遭旅客砲轟，於下午3時於交通部前發起抗議。